# Divisiones Regionales de la Región de Murcia 1973-74
Las divisiones regionales de fútbol son las categorías de competición futbolística de más bajo nivel en España, en las que participan deportistas aficionados, no profesionales. En las provincias de Murcia, Albacete y Alicante su administración corre a cargo de la Federación Regional Murciana de Clubes de Fútbol. Inmediatamente por encima de estas categorías estaba la Tercera División española.
En la temporada 1973-1974 las divisiones regionales se dividen en Regional Preferente, Primera Regional y Segunda Regional.
El campeón de Regional Preferente asciende a Tercera División.

## Regional Preferente

### Clasificación
|  |     | Equipos de fútbol         | PJ | G  | E  | P  | GF | GC | Dif | Pts |
|  | --- | ------------------------- | -- | -- | -- | -- | -- | -- | --- | --- |
|  | 1.  | Yeclano CF                | 38 | 25 | 8  | 5  | 82 | 40 | +42 | 58  |
|  | 2.  | CD Villena                | 38 | 23 | 7  | 8  | 81 | 34 | +47 | 53  |
|  | 3.  | CF Lorca Deportiva        | 38 | 20 | 9  | 9  | 53 | 31 | +22 | 49  |
|  | 4.  | UD Español SVR            | 38 | 19 | 10 | 9  | 58 | 37 | +21 | 48  |
|  | 5.  | SD Villajoyosa            | 38 | 19 | 9  | 10 | 63 | 45 | +18 | 47  |
|  | 6.  | Albacete Balompié         | 38 | 18 | 6  | 14 | 50 | 38 | +12 | 42  |
|  | 7.  | CD Ilicitano              | 38 | 16 | 10 | 12 | 49 | 44 | +5  | 42  |
|  | 8.  | Alicante CF               | 38 | 16 | 7  | 15 | 44 | 37 | +7  | 39  |
|  | 9.  | Crevillente Industrial CF | 38 | 17 | 5  | 16 | 54 | 55 | -1  | 39  |
|  | 10. | AP Almansa                | 38 | 16 | 6  | 16 | 61 | 64 | -3  | 38  |
|  | 11. | UD Altea                  | 38 | 13 | 11 | 14 | 45 | 50 | -5  | 37  |
|  | 12. | Benidorm CD               | 38 | 15 | 6  | 17 | 60 | 56 | +4  | 36  |
|  | 13. | CD Cieza                  | 38 | 15 | 6  | 17 | 50 | 56 | -6  | 36  |
|  | 14. | Imperial CF               | 38 | 14 | 7  | 17 | 49 | 45 | +4  | 35  |
|  | 15. | Atlético Muleño           | 38 | 12 | 9  | 17 | 48 | 62 | -14 | 33  |
|  | 16. | CD Santa Pola             | 38 | 13 | 6  | 19 | 32 | 40 | -8  | 32  |
|  | 17. | Cotillas FJ               | 38 | 11 | 8  | 19 | 45 | 69 | -24 | 30  |
|  | 18. | Rayo Ibense CF            | 38 | 10 | 9  | 19 | 45 | 60 | -15 | 29  |
|  | 19. | Abarán CF                 | 38 | 9  | 4  | 25 | 32 | 87 | -55 | 22  |
|  | 20. | CD La Unión               | 38 | 5  | 5  | 28 | 26 | 77 | -51 | 15  |

Pts = Puntos; PJ = Partidos Jugados; G = Partidos Ganados; E = Partidos Empatados; P = Partidos Perdidos; GF = Goles Anotados; GC = Goles Recibidos
|  | Asciende a Tercera División  |
|  | Desciende a Primera Regional |

### Promoción de ascenso a Tercera División
| Ida; 9 de junio de 1974 | CD Alcoyano | 1:0 | CD Villena |  |  |

| Vuelta; 16 de junio de 1974 | CD Villena | 2:0 | CD Alcoyano |  |  |

| CD Villena Asciende a Tercera División. |

### Promoción de permanencia
| Ida; 9 de junio de 1974 | CD Santa Pola | 1:0 | DJ Bullense |  |  |

| Vuelta; 16 de junio de 1973 | DJ Bullense | 0:1 | CD Santa Pola |  |  |

| Ida; 9 de junio de 1974 | Atlético Muleño | 2:1 | Deportiva Minera |  |  |

| Vuelta; 16 de junio de 1973 | Deportiva Minera | 0:1 | Atlético Muleño |  |  |

| Ida; 9 de junio de 1974 | Cotillas FJ | 0:0 | Mazarrón CF |  |  |

| Vuelta; 16 de junio de 1974 | Mazarrón CF | 3:1 | Cotillas FJ |  |  |

| Asciende a Regional Preferente Mazarrón CF |
| Desciende a Primera Regional Cotillas FJ   |

| Ida; 9 de junio de 1974 | Rayo Ibense CF | 1:1 | Callosa Deportiva CF |  |  |

| Vuelta; 16 de junio de 1974 | Callosa Deportiva CF | 3:1 | Rayo Ibense CF |  |  |

| Asciende a Regional Preferente Callosa Deportiva CF |
| Desciende a Primera Regional Rayo Ibense CF         |

## Primera Regional

### Clasificación
|  |     | Equipos de fútbol          | PJ | G  | E  | P  | GF | GC | Dif | Pts |
|  | --- | -------------------------- | -- | -- | -- | -- | -- | -- | --- | --- |
|  | 1.  | CD Almoradí                | 36 | 21 | 7  | 8  | 80 | 39 | +41 | 49  |
|  | 2.  | Olímpico Juvenil           | 36 | 19 | 8  | 9  | 76 | 49 | +27 | 46  |
|  | 3.  | Pinatar CF                 | 36 | 21 | 4  | 11 | 79 | 59 | +20 | 46  |
|  | 4.  | UD Petrelense              | 36 | 20 | 3  | 13 | 66 | 49 | +17 | 43  |
|  | 5.  | DJ Bullense                | 36 | 15 | 12 | 9  | 59 | 43 | +16 | 42  |
|  | 6.  | Mazarrón CF                | 36 | 15 | 8  | 13 | 58 | 51 | +7  | 38  |
|  | 7.  | Callosa Deportiva CF       | 36 | 13 | 11 | 12 | 48 | 44 | +4  | 37  |
|  | 8.  | Deportiva Minera           | 36 | 14 | 9  | 13 | 57 | 51 | +6  | 37  |
|  | 9.  | Blanca OJE                 | 36 | 14 | 8  | 14 | 63 | 72 | -9  | 36  |
|  | 10. | CD Mar Menor               | 36 | 13 | 10 | 13 | 52 | 48 | +4  | 36  |
|  | 11. | Caravaca CF                | 36 | 15 | 6  | 15 | 60 | 49 | +11 | 36  |
|  | 12. | Calpe CF                   | 36 | 13 | 10 | 13 | 46 | 48 | -2  | 36  |
|  | 13. | Águilas CF                 | 36 | 11 | 12 | 13 | 55 | 58 | -3  | 33  |
|  | 14. | UD Aspense                 | 36 | 13 | 7  | 16 | 44 | 45 | -1  | 33  |
|  | 15. | Novelda CF                 | 36 | 10 | 13 | 13 | 44 | 58 | -14 | 33  |
|  | 16. | CD Caudetano               | 36 | 9  | 9  | 18 | 45 | 85 | -40 | 27  |
|  | 17. | CD Torre Pacheco           | 36 | 10 | 5  | 21 | 47 | 78 | -31 | 25  |
|  | 18. | Muchamiel CF               | 36 | 9  | 7  | 20 | 31 | 62 | -31 | 25  |
|  | 19. | Club Juventud Alcantarilla | 36 | 8  | 9  | 19 | 48 | 70 | -22 | 25  |
|  | 20. | Jijona CF                  | 0  | 0  | 0  | 0  | 0  | 0  | 0   | 0   |

Pts = Puntos; PJ = Partidos Jugados; G = Partidos Ganados; E = Partidos Empatados; P = Partidos Perdidos; GF = Goles Anotados; GC = Goles Recibidos
|  | Asciende a Regional Preferente |
|  | Desciende a Segunda Regional   |

## Segunda Regional

### Clasificación Grupo 1
|  |     | Equipos de fútbol  | PJ | G  | E  | P  | GF | GC | Dif | Pts |
|  | --- | ------------------ | -- | -- | -- | -- | -- | -- | --- | --- |
|  | 1.  | UD Onil            | 26 | 17 | 6  | 3  | 44 | 14 | +30 | 40  |
|  | 2.  | Monóvar CD         | 26 | 18 | 4  | 4  | 78 | 35 | +43 | 40  |
|  | 3.  | CR Eldense         | 26 | 16 | 6  | 4  | 57 | 23 | +34 | 38  |
|  | 4.  | Bañeres UD         | 26 | 11 | 11 | 4  | 58 | 28 | +30 | 33  |
|  | 5.  | SD Castalla        | 26 | 14 | 5  | 7  | 58 | 39 | +19 | 33  |
|  | 6.  | CD Biarense        | 26 | 12 | 6  | 8  | 60 | 45 | +15 | 30  |
|  | 7.  | CD Agostense       | 26 | 14 | 2  | 10 | 35 | 39 | -4  | 30  |
|  | 8.  | Sax CF             | 26 | 9  | 8  | 9  | 41 | 39 | +2  | 26  |
|  | 9.  | CD La Nucía        | 26 | 10 | 4  | 12 | 44 | 52 | -8  | 24  |
|  | 10. | Pinoso CF          | 26 | 10 | 3  | 13 | 31 | 42 | -11 | 23  |
|  | 11. | Tibi DC            | 26 | 6  | 4  | 16 | 34 | 77 | -43 | 16  |
|  | 12. | CD Sagrado Corazón | 26 | 5  | 2  | 19 | 30 | 58 | -28 | 12  |
|  | 13. | UD Benidorm        | 26 | 3  | 4  | 19 | 41 | 83 | -42 | 10  |
|  | 14. | Monforte CD        | 26 | 3  | 3  | 20 | 24 | 61 | -37 | 6   |

Pts = Puntos; PJ = Partidos Jugados; G = Partidos Ganados; E = Partidos Empatados; P = Partidos Perdidos; GF = Goles Anotados; GC = Goles Recibidos
|  | Asciende a Primera Regional |

### Clasificación Grupo 2
|  |     | Equipos de fútbol  | PJ | G  | E | P  | GF | GC | Dif | Pts |
|  | --- | ------------------ | -- | -- | - | -- | -- | -- | --- | --- |
|  | 1.  | Águila Albatera CF | 26 | 16 | 6 | 4  | 47 | 27 | +20 | 38  |
|  | 2.  | CD Dolores         | 26 | 14 | 9 | 3  | 46 | 17 | +29 | 37  |
|  | 3.  | Torrevieja CF      | 26 | 16 | 5 | 5  | 51 | 20 | +31 | 37  |
|  | 4.  | Alone CF           | 26 | 14 | 6 | 6  | 47 | 33 | +14 | 34  |
|  | 5.  | CD Tháder          | 26 | 15 | 5 | 6  | 55 | 32 | +23 | 32  |
|  | 6.  | Atlético Orihuela  | 26 | 14 | 4 | 8  | 58 | 37 | +21 | 32  |
|  | 7.  | CD Zahor Algueña   | 26 | 12 | 5 | 9  | 53 | 50 | +3  | 29  |
|  | 8.  | CD San Juan        | 26 | 8  | 8 | 10 | 30 | 35 | -5  | 24  |
|  | 9.  | AD Romanense       | 26 | 9  | 3 | 14 | 40 | 57 | -17 | 21  |
|  | 10. | Rigas CF           | 26 | 7  | 6 | 13 | 32 | 35 | -3  | 20  |
|  | 11. | Marinense CF       | 26 | 6  | 6 | 14 | 26 | 50 | -24 | 18  |
|  | 12. | CD Montesinos      | 26 | 5  | 4 | 17 | 24 | 56 | -32 | 14  |
|  | 13. | UD Horadada        | 26 | 4  | 5 | 17 | 30 | 59 | -29 | 13  |
|  | 14. | UD Benejúzar       | 26 | 5  | 2 | 19 | 26 | 57 | -31 | 12  |

Pts = Puntos; PJ = Partidos Jugados; G = Partidos Ganados; E = Partidos Empatados; P = Partidos Perdidos; GF = Goles Anotados; GC = Goles Recibidos
|  | Asciende a Primera Regional |

### Clasificación Grupo 3
|  |     | Equipos de fútbol      | PJ | G  | E | P  | GF | GC | Dif | Pts |
|  | --- | ---------------------- | -- | -- | - | -- | -- | -- | --- | --- |
|  | 1.  | CD Molinense           | 28 | 21 | 6 | 1  | 70 | 13 | +57 | 48  |
|  | 2.  | CF Huercalense         | 28 | 21 | 4 | 3  | 95 | 26 | +69 | 46  |
|  | 3.  | CD Lumbreras           | 28 | 20 | 4 | 4  | 60 | 23 | +37 | 44  |
|  | 4.  | CD Ceutí               | 28 | 17 | 7 | 4  | 59 | 29 | +30 | 41  |
|  | 5.  | CD Bala Azul           | 28 | 15 | 5 | 8  | 68 | 39 | +29 | 35  |
|  | 6.  | CD Pliego              | 28 | 14 | 3 | 11 | 45 | 43 | +2  | 31  |
|  | 7.  | CD Levante             | 28 | 12 | 5 | 11 | 52 | 39 | +13 | 29  |
|  | 8.  | Calasparra CF          | 28 | 11 | 7 | 10 | 47 | 46 | +1  | 29  |
|  | 9.  | CD Ilorcitano          | 28 | 10 | 5 | 13 | 35 | 43 | -8  | 25  |
|  | 10. | Alcantarilla CF        | 28 | 9  | 4 | 15 | 46 | 54 | -8  | 22  |
|  | 11. | Gran Peña Barcelonista | 28 | 7  | 4 | 17 | 38 | 68 | -30 | 18  |
|  | 12. | UD Alhameña            | 28 | 6  | 3 | 19 | 35 | 69 | -34 | 15  |
|  | 13. | Fortuna CD             | 28 | 5  | 4 | 19 | 38 | 85 | -47 | 14  |
|  | 14. | Guardia de Franco CF   | 28 | 6  | 2 | 20 | 34 | 77 | -43 | 11  |
|  | 15. | Alguazas OJE           | 28 | 3  | 3 | 22 | 20 | 88 | -68 | 6   |
|  | 16. | AD Cieza               | 0  | 0  | 0 | 0  | 0  | 0  | 0   | 0   |

Pts = Puntos; PJ = Partidos Jugados; G = Partidos Ganados; E = Partidos Empatados; P = Partidos Perdidos; GF = Goles Anotados; GC = Goles Recibidos
|  | Asciende a Primera Regional |

### Clasificación Grupo 4
|  |     | Equipos de fútbol     | PJ | G  | E | P  | GF | GC  | Dif | Pts |
|  | --- | --------------------- | -- | -- | - | -- | -- | --- | --- | --- |
|  | 1.  | Gran Peña Cartagenera | 30 | 19 | 5 | 6  | 78 | 40  | +38 | 43  |
|  | 2.  | Beniel CF             | 30 | 18 | 7 | 5  | 67 | 40  | +27 | 43  |
|  | 3.  | CD Plus Ultra         | 30 | 17 | 7 | 6  | 63 | 37  | +26 | 41  |
|  | 4.  | CF Santomera          | 30 | 17 | 6 | 7  | 75 | 32  | +43 | 40  |
|  | 5.  | CR Repesa             | 30 | 16 | 7 | 7  | 53 | 29  | +24 | 39  |
|  | 6.  | CD Roldán             | 30 | 16 | 7 | 7  | 72 | 44  | +28 | 39  |
|  | 7.  | UD Santa Lucía        | 30 | 15 | 8 | 7  | 59 | 35  | +24 | 38  |
|  | 8.  | El Raal CF            | 30 | 12 | 5 | 13 | 44 | 58  | -14 | 29  |
|  | 9.  | UD Cabezo de Torres   | 30 | 11 | 5 | 14 | 60 | 60  | 0   | 27  |
|  | 10. | CD Algar              | 30 | 9  | 9 | 12 | 63 | 71  | -8  | 27  |
|  | 11. | Puente Tocinos CF     | 30 | 10 | 5 | 15 | 37 | 57  | -20 | 25  |
|  | 12. | El Palmar CF          | 30 | 9  | 7 | 14 | 44 | 57  | -13 | 25  |
|  | 13. | Espinardo CF          | 30 | 8  | 6 | 16 | 53 | 66  | -13 | 22  |
|  | 14. | CCR Monteagudo        | 30 | 10 | 2 | 18 | 49 | 67  | -18 | 22  |
|  | 15. | Club Crao             | 30 | 4  | 5 | 21 | 37 | 81  | -44 | 13  |
|  | 16. | CD El Esparragal      | 30 | 2  | 3 | 25 | 27 | 107 | -80 | 7   |

Pts = Puntos; PJ = Partidos Jugados; G = Partidos Ganados; E = Partidos Empatados; P = Partidos Perdidos; GF = Goles Anotados; GC = Goles Recibidos
|  | Asciende a Primera Regional |

### Clasificación Grupo 5
|  |     | Equipos de fútbol     | PJ | G  | E | P  | GF | GC  | Dif  | Pts |
|  | --- | --------------------- | -- | -- | - | -- | -- | --- | ---- | --- |
|  | 1.  | CP Pozo Cañada        | 26 | 19 | 5 | 2  | 89 | 26  | +63  | 42  |
|  | 2.  | Sporting La Gineta CF | 26 | 18 | 5 | 3  | 85 | 27  | +58  | 39  |
|  | 3.  | CF Botas Íñiguez      | 26 | 17 | 4 | 5  | 82 | 31  | +51  | 39  |
|  | 4.  | Atlético Tobarra      | 26 | 15 | 3 | 8  | 62 | 32  | +30  | 36  |
|  | 5.  | CP Madrigueras        | 26 | 13 | 5 | 8  | 51 | 27  | +24  | 31  |
|  | 6.  | CD Salesianos         | 26 | 14 | 1 | 11 | 47 | 36  | +11  | 30  |
|  | 7.  | CP La Roda            | 26 | 12 | 3 | 11 | 45 | 49  | -4   | 28  |
|  | 8.  | CP Balazote           | 26 | 11 | 4 | 11 | 45 | 53  | -8   | 26  |
|  | 9.  | Ontur CF              | 26 | 10 | 3 | 13 | 59 | 68  | -9   | 25  |
|  | 10. | CP Tarazona           | 26 | 9  | 5 | 12 | 42 | 62  | -20  | 23  |
|  | 11. | CP Villamalense       | 26 | 7  | 5 | 14 | 46 | 62  | -16  | 18  |
|  | 12. | CP Villarrobledo      | 26 | 9  | 1 | 16 | 34 | 62  | -28  | 12  |
|  | 13. | Atlético Ibañés       | 26 | 4  | 3 | 19 | 32 | 81  | -49  | 8   |
|  | 14. | CD Peñas de San Pedro | 26 | 0  | 1 | 25 | 16 | 119 | -103 | 0   |

Pts = Puntos; PJ = Partidos Jugados; G = Partidos Ganados; E = Partidos Empatados; P = Partidos Perdidos; GF = Goles Anotados; GC = Goles Recibidos
|  | Asciende a Primera Regional |

## Promoción ascenso y permanencia en Primera y Segunda Regional
| Ida; 9 de junio de 1974 | CD Roldán | 1:2 | Novelda CF |  |  |

| Vuelta; 16 de junio de 1974 | Novelda CF | 6:1 | CD Roldán |  |  |

| Novelda CF logra la permanencia en Primera Regional.   |
| CD Roldán no asciende y permanece en Segunda Regional. |

| Ida; 9 de junio de 1974 | CD Pliego | 1:1 | CD Torre Pacheco |  |  |

| Vuelta; 16 de junio de 1974 | CD Torre Pacheco | 3:1 | CD Pliego |  |  |

| CD Torre Pacheco logra la permanencia en Primera Regional. |
| CD Pliego no asciende y permanece en Segunda Regional.     |

| Ida; 9 de junio de 1974 | Muchamiel CF | 3:1 | CD Biarense |  |  |

| Vuelta; 16 de junio de 1974 | CD Biarense | 0:0 | Muchamiel CF |  |  |

| Muchamiel CF logra la permanencia en Primera Regional.   |
| CD Biarense no asciende y permanece en Segunda Regional. |

| Ida; 9 de junio de 1974 | Atlético Orihuela | 2:1 | CD Caudetano |  |  |

| Vuelta; 16 de junio de 1974 | CD Caudetano | 0:1 | Atlético Orihuela |  |  |

| Atlético Orihuela asciende a Primera Regional. |
| CD Caudetano desciende a Segunda Regional.     |